# 엘리후 톰슨

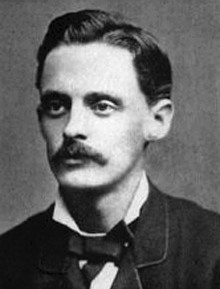
엘리후 톰슨

엘리후 톰슨 (Elihu Thomson, 1853년 3월 29일 ~ 1937년 3월 13일) 은 미국의 발명가·전기 기술자이다. 1883년 휴스턴 전기 회사를 설립하였다. 1892년 에디슨 전기 회사와 합병하여 세계에서 가장 큰 전기 기구 제조 회사인 제너럴 일렉트릭 전기 회사를 설립하였다. 일생 동안 700여 개의 특허를 얻은 그의 주요 발명품으로는 전기 용접·고주파에 관계 있는 수많은 기계를 비롯하여, X선 사진 촬영법 등이 있다.

## 같이 보기
- 발진 (전기공학)
- 부저항
- 반발 전동기
- 테슬라 코일
- 3상전력
- 용접